# Aethiopocassis kasaiensis
Aethiopocassis kasaiensis es un coleóptero de la familia Chrysomelidae.
Fue descrita científicamente por primera vez en 1933 por Spaeth.